# 权正环
权正环（1932年—2009年9月18日），女，北京人，中国画家、美术教育家，李化吉之妻，曾任中央工艺美术学院教授，中国美术家协会理事。